# Jelle Ribbens
Jelle Ribbens (Brasschaat, 17 maart 1992) is een Belgisch volleyballer.

## Levensloop
Ribbens groeide op in Puurs. In 2010 debuteerde hij in de eerste ploeg van VC Puurs. In 2013 maakte hij de overstap naar het Franse Orange Nassau en het daaropvolgende seizoen ging hij aan de slag bij Maxéville-Nancy Volley. Vervolgens ging Ribbens aan de slag bij Nice VB, alwaar hij actief bleef tot 2017. Hierop aansluitend ging hij aan de slag bij Spacer's Toulouse Volley. Bij deze Franse topclub beleefde hij evenwel een pechseizoen met onder meer een zware voetblessure. Na een seizoen in Toulouse keerde Ribbens terug naar Nice, alwaar hij actief bleef tot 2022. Sinds 2023 is hij aan de slag bij Fréjus Var.
Daarnaast is hij actief bij het Belgisch volleybalteam. Met de Red Dragons nam hij onder meer deel aan het wereldkampioenschap van 2018 en de Europese kampioenschappen van 2017, 2019, 2021 en 2023.